# Tuol Sleng
Este artículo trata del Museo de los Crímenes Genocidas Tuol Sleng. Acerca de la historia de la prisión ver S-21.
El Museo de los Crímenes Genocidas Tuol Sleng es el museo fundado en 1980 en la célebre prisión de alta seguridad S-21 del régimen de la Kampuchea Democrática con el fin de conservar pruebas de los actos que provocaran la desaparición de entre 1 y 3 millones de personas en Camboya entre 1975 y 1979. El Museo se encuentra ubicado en Phnom Penh entre los Bulevares Sihanouk y Mao Tse Toung, Calle n.º 113, al norte de la Calle No 350, en el cual fuera antes de 1975 el prestigioso Colegio Tuol Svay Prey.

## Historia
La historia del Museo comienza en 1980 (entre diciembre de 1978 y enero de 1979 la invasión vietnamita había precipitado el régimen de los Jemeres Rojos y había descubierto la secreta prisión S-21). Mientras el ejército vietnamita se aproximaba a Phnom Penh, muchos de los últimos prisioneros fueron ejecutados y solo sobrevivieron doce personas. Los vietnamitas fundaron entonces el Museo como prueba de las políticas del depuesto gobierno camboyano y a la retirada de las fuerzas militares de Vietnam bajo presión de la ONU, el nuevo gobierno de alianza con Hun Sen como primer ministro, continuaron con el respaldo a la iniciativa. El Museo puede ser visitado por el público en general.

## Estructura
El Museo conserva los espacios tal como fueron organizados por la dirección de la prisión S-21 con Duch a la cabeza. La estructura del edificio es la del antiguo Colegio Tuol Svay Prey, que es un edificio de estilo francés, con dos bloques principales, amplios salones, y corredores y zonas verdes alrededor con un patio en el centro del complejo. 
En ese patio, que se encuentra justo a la entrada, se ven las tumbas de las últimas víctimas asesinadas de prisa ante la inminente invasión vietnamita. Un primer bloque de salones convertidos en cámaras de tortura, muestra fotos de las últimas víctimas y de las "camas eléctricas". 

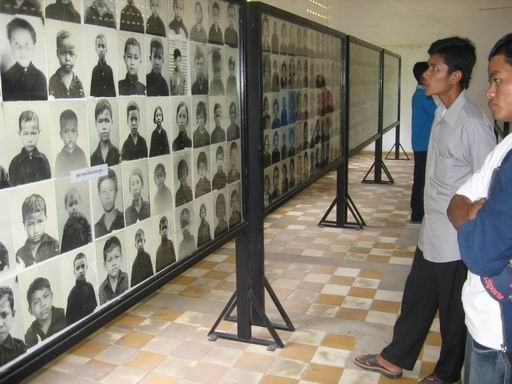
Jóvenes visitantes camboyanos contemplan las fotos de las víctimas de la prisión.

Por otro bloque, que exhibe el reglamento de la prisión y las rejas construidas por los Jemeres Rojos en los corredores, se accede a las pequeñas celdas en donde los prisioneros permanecían encadenados. Cada celda, construida en ladrillo dentro de los antiguos salones de clase, tiene el espacio para una sola persona. La ruta de visita continua a varios salones unidos que exhiben cientos de fotografías de las víctimas y en las que se ven rostros de personas de todas las edades, condiciones y orígenes. En la última sala se encuentran un busto semidestruido de Pol Pot y un mapa de Camboya hecho con los cráneos de las víctimas. 
Otro edificio anexo muestra los salones en donde los menores de edad eran retenidos y donde debían permanecer siempre acostados. Allí se encuentra una biografía documentada con fotos de algunas víctimas y de miembros de los Jemeres Rojos que trabajaron en el lugar.
En el lugar también se encuentra el archivo con documentos, fotografías, pinturas y, en particular, los instrumentos usados para las torturas.

## Reglamento
El reglamento de la prisión era el siguiente:

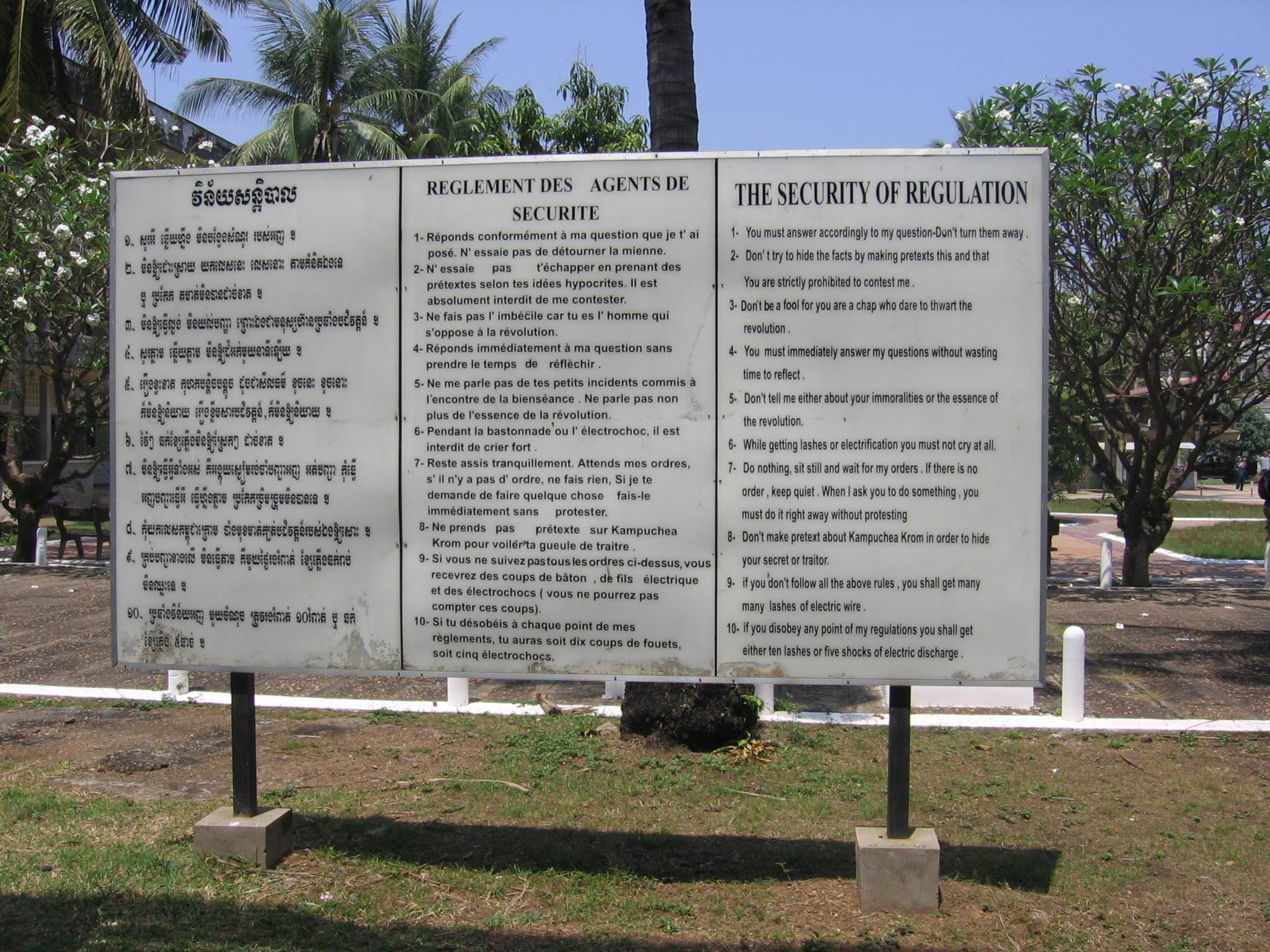
Esta valla contiene el reglamento que rigió en la prisión S-21, se encuentra frente a las celdas.

1. Responde adecuadamente a mi pregunta y no la desestimes.
2. No ocultes hechos poniendo pretextos de esto y aquello, tienes estrictamente prohibido desafiarme.
3. No te hagas el tonto por ser un tipo que se atreve a frustrar la revolución.
4. Responde inmediatamente a mis preguntas sin perder el tiempo reflexionando.
5. No me hables de tus inmoralidades o de la esencia de la revolución.
6. Mientras recibas latigazos o electrificación, tienes prohibido llorar.
7. No hagas nada y quédate quieto esperando mis órdenes. Si no hay ninguna orden, quédate en silencio. Cuando te pida que hagas algo, hazlo inmediatamente sin reclamar.
8. No inventes pretextos sobre Kampuchea Krom (Baja Camboya) para ocultar tu secreto o traición.
9. Si no obedeces todas las reglas anteriores, recibirás latigazos con alambres eléctricos.
10. Si desobedeces cualquier punto de este reglamento, recibirás diez latigazos o cinco descargas eléctricas.

Durante su testimonio ante el Tribunal de los Jemeres Rojos el 27 de abril de 2009, Duch afirmó que las diez normas de seguridad eran una invención de los funcionarios vietnamitas que establecieron por primera vez el Museo del Genocidio Tuol Sleng.

## Visitas

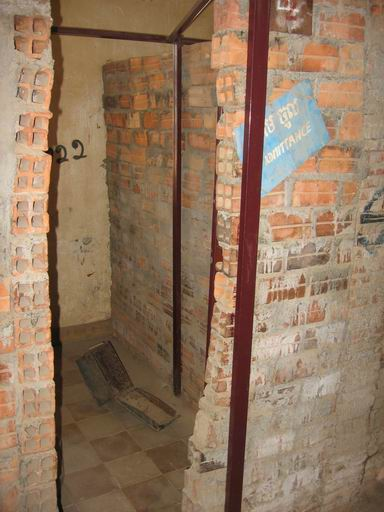
Aspecto de las celdas construidas dentro de los antiguos salones de clases.

Tuol Sleng está abierto al público. Los extranjeros pagan una aportación para su mantenimiento, pues el apoyo gubernamental no es suficiente: el museo se sostiene principalmente gracias a las familias de las víctimas, los investigadores del caso de los Jemeres Rojos y algunas organizaciones de defensa de los Derechos Humanos. Los camboyanos pueden ingresar de forma gratuita.

## Patrimonio de la Humanidad
En 2025, el sitio fue designado Patrimonio de la Humanidad por la UNESCO.